# العلاقات الكينية المالطية
العلاقات الكينية المالطية هي العلاقات الثنائية التي تجمع بين كينيا ومالطا.

## مقارنة بين البلدين
هذه مقارنة عامة ومرجعية للدولتين:
| وجه المقارنة                                              | كينيا                         | مالطا                                                     |
| --------------------------------------------------------- | ----------------------------- | --------------------------------------------------------- |
| المساحة (كم2)                                             | 581.31 ألف                    | 316                                                       |
| عدد السكان (نسمة)                                         | 48.47 مليون                   | 465.29 ألف                                                |
| الكثافة السكانية (ن./كم²)                                 | 83.38                         | 147.24 ألف                                                |
| العاصمة                                                   | نيروبي                        | فاليتا                                                    |
| اللغة الرسمية                                             | اللغة السواحلية، لغة إنجليزية | اللغة المالطية، لغة إنجليزية                              |
| العملة                                                    | شيلينغ كيني                   | يورو، ليرة مالطية                                         |
| الناتج المحلي الإجمالي (بليون دولار)                      | 74.94 مليار                   | 12.54 مليار                                               |
| الناتج المحلي الإجمالي (تعادل القوة الشرائية) بليون دولار | 142.24 مليار                  | 14.68 مليار                                               |
| الناتج المحلي الإجمالي الاسمي للفرد دولار أمريكي          | 1.38 ألف                      | 22.60 ألف                                                 |
| الناتج المحلي الإجمالي للفرد دولار أمريكي                 | 2.95 ألف                      |                                                           |
| مؤشر التنمية البشرية                                      | 0.548                         | 0.839                                                     |
| رمز المكالمات الدولي                                      | +254                          | +356                                                      |
| رمز الإنترنت                                              | .ke                           | .mt                                                       |
| المنطقة الزمنية                                           | ت ع م+03:00                   | توقيت وسط أوروبا، ت ع م+01:00، ت ع م+02:00، أوروبا/مالطا ‏ |

## منظمات دولية مشتركة
يشترك البلدان في عضوية مجموعة من المنظمات الدولية، منها:
| علم المنظمة | اسم المنظمة                               | تاريخ انضمام كينيا | تاريخ انضمام مالطا |
| ----------- | ----------------------------------------- | ------------------ | ------------------ |
|             | البنك الدولي للإنشاء والتعمير             | 3 فبراير 1964      | 26 سبتمبر 1983     |
|             | منظمة التجارة العالمية                    | 1995               | ?                  |
|             | المركز الدولي لتسوية المنازعات الاستشارية | 2 فبراير 1967      | 3 ديسمبر 2003      |
|             | منظمة حظر الأسلحة الكيميائية              | ?                  | ?                  |
|             | الفريق المعني برصد الأرض                  | ?                  | ?                  |
|             | الأمم المتحدة                             | 16 ديسمبر 1963     | 1 ديسمبر 1964      |
|             | منظمة الشرطة الجنائية الدولية             | ?                  | ?                  |
|             | وكالة ضمان الاستثمار متعدد الأطراف        | 28 نوفمبر 1988     | 12 سبتمبر 1990     |
|             | يونسكو                                    | 7 أبريل 1964       | 10 فبراير 1965     |
|             | مؤسسة التمويل الدولية                     | 3 فبراير 1964      | 1 يونيو 2005       |
|             | الاتحاد البريدي العالمي                   | ?                  | ?                  |
|             | دول الكومنولث                             | 12 ديسمبر 1963     | ?                  |
|             | الاتحاد الدولي للاتصالات                  | 11 أبريل 1964      | 1965               |

## وصلات خارجية
- موقع وزارة الخارجية الكينية
- موقع وزارة الخارجية المالطية